# 19019 Sunflower
19019 Sunflower (2000 SB) là một tiểu hành tinh vành đai chính được phát hiện ngày 17 tháng 9 năm 2000 bởi L. Robinson ở Sunflower Observatory.